# دونالد إيوين
دونالد إيوين هو سياسي كندي، ولد في 25 يناير 1922 في هاميلتون في كندا، وتوفي بنفس المكان في 31 مارس 2005. نشط حزبياً في حزب أونتاريو المحافظ التقدمي. وقد انتخب عضو برلمان مقاطعة أونتاريو ‏.